# Барбитал
Барбитал (или Барбитон) — лекарственное средство, продаваемый под торговой маркой Veronal. С 1903 года и до середины 1950-х годов препарат использовался в качестве снотворного.
В настоящее время барбитал имеет ограниченное применение. В редких случаях при неэффективности других средств барбитал может быть использован в виде порошка.
В Российской Федерации барбитал и его соли считаются психотропными веществами. Однако при содержании менее 20 мг на 1 мл препарата количество барбитала считается малым, что исключает применение к нему большинства мер контроля, предусмотренных законодательством.

## Фармакологическое действие

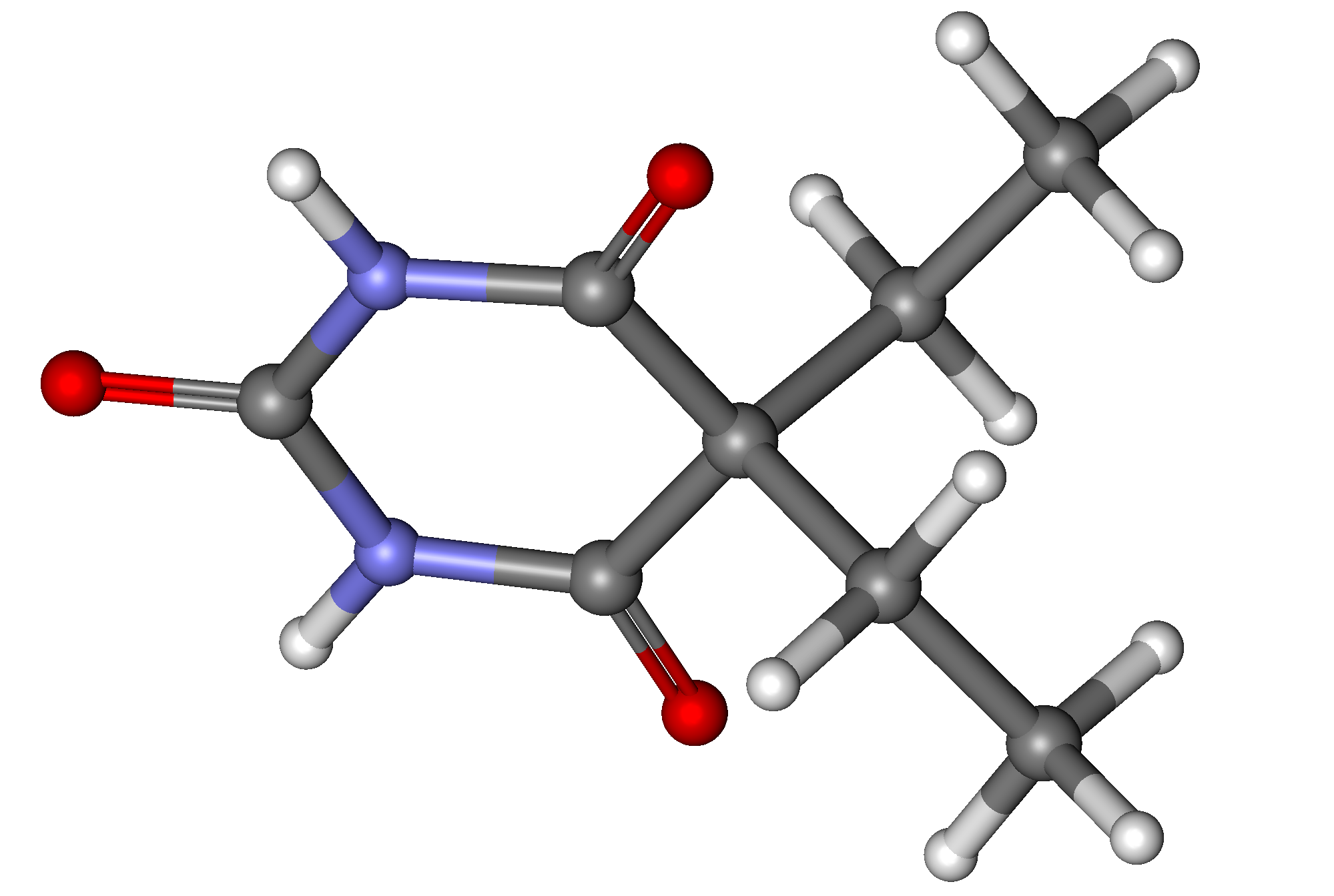
Молекула барбитала

Снотворное средство оказывает седативное и некоторое миорелаксирующее действие. В терапевтических дозах не влияет на внешнее дыхание, сердечную деятельность и сосудистый тонус. В токсических дозах вызывает состояние длительной общей анестезии с угнетением дыхательного и сосудодвигательного центров, приводящее к гипоксии и ацидозу.
В снотворных дозах не оказывает влияния на сократимость матки, в анестетических — снижает силу и частоту сокращений. Оказывает влияние на течение «быстрого» сна: увеличивает латентный период первой фазы «быстрого» сна и уменьшает общую его продолжительность (применение как снотворного лекарственного средства ограничено из-за отрицательного влияния на физиологическую структуру сна — нарушения естественного соотношения между его «быстрой» и «медленной» фазами). Вызывает глубокий и устойчивый сон, продолжающийся 6—8 ч. Стимулирует микросомальные ферменты печени — изменения активности ферментов, участвующих в метаболизме ксенобиотиков, обусловлены нарушением обмена нуклеиновых кислот и белков: происходит накопление ДНК и РНК, вызванное увеличением синтеза нуклеопротеинов, угнетением их распада и увеличением их активности (скорость ферментативных реакций может возрастать в 10—12 раз).

## Синтез
Барбитал, тогда называемый «Веронал», был впервые синтезирован в 1902 году немецкими химиками Эмилем Фишером и Йозефом фон Мерингом, которые опубликовали своё открытие в 1903 году. Барбитал был получен путём конденсации сложного диэтилмалонового эфира с мочевиной в присутствии этилата натрия или путём добавления по меньшей мере двух молярных эквивалентов этилиодида к серебряной соли малонилмочевины (барбитуровой кислоты) или, возможно, к основному раствору кислоты.
В результате получился белый кристаллический порошок без запаха, слегка горький на вкус.

## Фармакокинетика

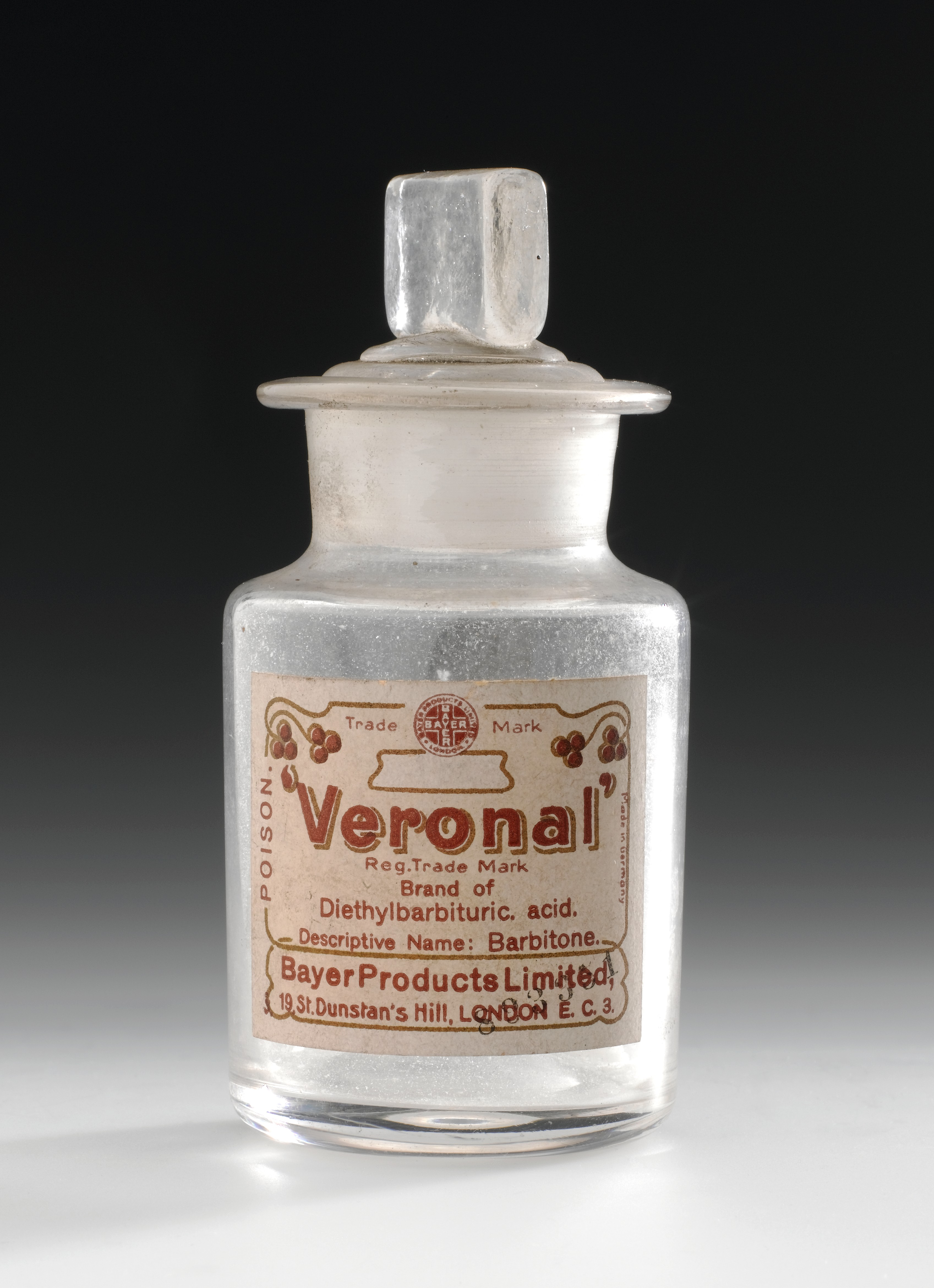
Барбитал, продававшийся под торговым наименованием «веронал»

Абсорбция — высокая, быстрая. Связь с белками плазмы — 20—40 %, время наступления Cmax при пероральном приёме — 0,5—1 ч. T½ зависит от возраста больного: до 35 лет — 2,5 сут; 35—55 лет — 2,65 сут; старше 55 лет — 3,33 сут. Кумулирует (при почечной и/или печёночной недостаточности, у больных с ожирением кумулятивные свойства усиливаются). Выводится почками — 95 % (в неизменённом виде). Проницаемость через гематоэнцефалический барьер и плацентарный барьер — высокая. Легко проникает через плаценту и накапливается в высоких концентрациях в тканях плода (особенно в печени, мозге и плаценте); выделяется с материнским молоком.

## Показания
Бессонница (снижение общей продолжительности сна); психотическое возбуждение (маниакальное состояние, тревожная ажитация); головная и зубная боль, невралгия, альгодисменорея (в составе комбинированной терапии).

## Противопоказания
Гиперчувствительность, острая «перемежающаяся» порфирия, печёночная и/или почечная недостаточность, печёночная кома, артериальная гипотензия, хронический алкоголизм, дыхательная недостаточность; кахексия, выраженный атеросклероз, бронхиальная астма, сахарный диабет, анемия; предрасположенность к возникновению лекарственной зависимости; гиперкинезы, тиреотоксикоз, надпочечниковая недостаточность, депрессивный синдром с суицидальными тенденциями, острая боль; беременность (повышает риск развития уродств; применение в III триместре может вызвать лекарственную зависимость у плода, проявляющуюся на 14 день после рождения припадками и раздражительностью).

## Режим дозирования
Принимают внутрь, запивая 100—200 мл тёплого чая или молока. В качестве снотворного лекарственного средства — взрослым по 0,25—0,5 г за 1/2—1 ч до сна. Максимальная суточная доза — 1 г. После 3—4 дней приёма рекомендуется делать перерыв на 1—2 дня. В качестве седативного лекарственного средства — по 0,05—0,1 г 1—2 раза в сутки.
Ранее барбитал часто назначали в сочетании с амидопирином, анальгином, бромидами; успокаивающее, снотворное и анальгетическое действие при этом усиливается.

## Побочные эффекты
Слабость, тошнота, рвота, головная боль, депрессия; токсический эпидермальный некролиз (синдром Лайелла), мультиформная экссудативная эритема (в том числе синдром Стивенса-Джонсона), экзантема, крапивница, пурпура, эксфолиативный дерматит, лихорадка, гепатит, артралгия; агранулоцитоз; снижение артериального давления; мегалобластная B12-дефицитная анемия, тромбоцитопения. При длительном применении — дефицит фазы парадоксального сна, увеличение продолжительности «быстрого» сна, укорочение латентного периода сна (яркие сновидения, «кошмарные» сновидения, частые пробуждения); гиповитаминоз С, желтуха, рахит; синдром «отмены» (тревожность, раздражительность, страх, нарушение зрения, судороги, ортостатическая гипотензия). При непрерывном длительном применении через 15 дней развивается привыкание, через 1—3 мес — лекарственная зависимость.

## Передозировка

### Симптомы
Усиление терапевтических эффектов, парадоксальное возбуждение; гипорефлексия, миастения, тремор, озноб, брадикардия, брадипноэ, неразборчивая речь, неустойчивость; буллёзный дерматит, некротический дерматомиозит с быстрым развитием пролежней (тяжёлые отравления). При дальнейшем нарастании интоксикации — коматозное состояние (характерна специфическая стадийность).
- I стадия — оглушённость, глубокий сон, сопор (лёгкие отравления)
- II стадия — поверхностная кома, повышение или снижение рефлексов и реакции зрачков на свет (отравления средней тяжести)
- III стадия — глубокая кома: арефлексия, отсутствие реакции на болевое раздражение, нарушения функции внешнего дыхания и сердечно-сосудистой системы. Нарушения функции внешнего дыхания: асфиксия (гиперсаливация, западение языка, бронхорея, ларингобронхоспазм, аспирация рвотных масс).

Центральные нарушения дыхания обусловливают центральную гиповентиляцию при свободной или восстановленной проходимости дыхательных путей и вызваны прямым угнетающим действием барбитуратов на продолговатый мозг. Нарушения внешнего дыхания ведут к развитию ацидоза. Нарушения функций сердечно-сосудистой системы — тахикардия, снижение артериального давления, приглушённость тонов сердца, систолический шум. На ЭКГ регистрируются синусовая тахикардия, изменения конечной части желудочкового комплекса, снижение S-T ниже изолинии, инверсия зубца Т (признаки токсической дистрофии миокарда).

### Лечение
Промывание желудка, назначение активированного угля, гемосорбция, форсированный осмотический диурез (сначала компенсируют гиповолемию введением плазмозаменителей, затем вводят 15—20 % раствор мочевины или маннитола внутривенно струйно в количестве 1—1,5 г/кг в течение 10—15 мин, далее вводят плазмозаменители со скоростью, равной скорости диуреза. Высокий диуретический эффект (500—800 мл/ч) сохраняется в течение 3—4 ч, затем осмотическое равновесие восстанавливается и, при необходимости весь цикл повторяется снова; дополнительное введение фуросемида позволяет увеличить диурез ещё в 1,5 раза). Аналептики (камфора, кордиамин, бемегрид, кофеин, эфедрин) можно применять только в терапевтических дозах. Интенсивная стимулирующая терапия аналептиками противопоказана при глубокой осложнённой коме в условиях длительного поступления барбитуратов из желудочно-кишечного тракта или депо, ввиду опасности утяжеления дыхательных расстройств или появления судорог. При длительности комы более 36 ч — ИВЛ, инфузионная терапия плазмой, плазмозаменителями, Гемодезом, растворами глюкозы и солей, гемо- и перитонеальный диализ; при снижении артериального давления — норэпинефрин, дофамин, ГКС. При гипоксическом повреждении центральной нервной системы — витамины (5 % раствор витаминов B1 и B6 до 10 мл/сут, B12 до 800 мкг, 5 % раствор аскорбиновой кислоты до 10 мл/сут).

## Особые указания
В период лечения необходимо контролировать состояние гемопоэза, функцию печени и почек; осуществлять рентгеновский контроль плотности костной ткани; проводить контроль концентрации барбитала в крови. Изменяет диагностические тесты с цианокобаламином, с метирапоном, фентоламином (ложноположительный тест). Концентрация билирубина в сыворотке крови может снижаться у новорождённых, у пациентов со врождённой негемолитической неконъюгирующей гипербилирубинемией и у больных эпилепсией. Люди, матери которых принимали барбитураты во время беременности, имеют повышенный риск развития опухолей мозга.
При назначении барбитала нужно учитывать медленное его расщепление и выведение из организма; не следует назначать препарат длительное время. После 3—4 дней приёма рекомендуется делать перерыв на 1—2 дня. Побочные явления выражаются в общей слабости, разбитости, тошноте, рвоте, головной боли («веронализм») — от одного из основных синонимов препарата — веронал).

## Взаимодействие
Амфетамин замедляет абсорбцию, ингибиторы МАО замедляют метаболизм барбитала. Усиливает эффекты ГАМК. Индуктор микросомальных ферментов печени: снижает концентрацию в крови, эффективность, выраженность побочных эффектов антибиотиков, сульфаниламидных лекарственных средств, ПАСК, гризеофульвина, ГКС и МКС, диуретиков, сердечных гликозидов, парацетамола, циклоспорина, дакарбазина, левотироксина, хинидина; лекарственных средств для общей анестезии, подвергающихся печёночному метаболизму; непрямых антикоагулянтов, карбамазепина, трициклических антидепрессантов, аскорбиновой кислоты, эстрогенсодержащих пероральных контрацептивов, циклофосфамида, дизопирамида, вальпроевой кислоты, доксициклина, фенопрофена, гуанетидина, мексилетина, фенилбутазона, витамина D, кофеина, теофиллина, аминофиллина, окстрифиллина. Метамизол и бромиды усиливают седативное, снотворное и анальгезирующее действие.
При одновременном применении с антидепрессантами, анксиолитическим лекарственными средствами (транквилизаторами), этанолом повышается активность и токсичность всех лекарственных средств; при сочетании с аналептиками и психостимуляторами — ослабление эффектов. Атропин, экстракт красавки, декстроза, тиамин и никотиновая кислота уменьшают снотворное действие. Галоперидол может непредсказуемо изменять силу и выраженность эпилептических припадков; др. антипсихотические лекарственные средства снижают силу припадков.

## Правовой статус
В России лекарственные формы препарата таблетки по 0,25 и 0,5 г — были ограничены в использовании и признаны психотропными веществами Списка III Перечня наркотических средств, психотропных веществ и их прекурсоров в феврале 2013 года.

## Физические свойства
Белый кристаллический порошок слабогорького вкуса, без запаха. Малорастворим в холодной воде, растворим в спирте, легко растворим в растворах щелочей, температура плавления — 191 °C.